# Raphael Soyer
Pour les articles homonymes, voir Soyer.
Raphael Soyer (en russe : Рафаэль Сойер), né le 25 décembre 1899 à Borissoglebsk dans l'Empire russe, aujourd'hui dans l'Oblast de Voronej, et mort le 4 novembre 1987 à New York, est un peintre américain d'origine russe, un des principaux représentants de la Scène américaine.

## Parcours
Né dans une famille juive de six enfants ayant émigré en 1912 aux États-Unis, Soyer a poursuivi son éducation artistique à Cooper Union où il a rencontré Chaim Gross, qui est devenu, à cette époque, un ami de longue date. Il a poursuivi ses études à la National Academy of Design et, par la suite, à l’Art Students League of New York, où il a été l’élève de Guy Pène du Bois et de Boardman Robinson et adopté les sujets urbains de l’école Ash Can.